# Perthes-lès-Hurlus
Perthes-lès-Hurlus was een dorp gelegen in het noordwesten van het departement van de Marne (in de regio Grand Est) in Frankrijk.
Het werd tijdens de Eerste Wereldoorlog volledig vernield en na 1918 niet meer heropgebouwd. Thans is het een onderdeel van het militaire Camp de Suippes. Enkel de ruïnes van de kerk en wat graven van het kerkhof zijn heden nog zichtbaar. De kerk werd gebouwd in de 19e eeuw ter vervanging van de bidplaats uit de 14e eeuw.
Perthes-lès-Hurlus ligt tussen Reims en Verdun, een streek die het gedurende de Groote Oorlog zwaar te verduren kreeg. In 1914 telde het dorp 156 inwoners en was 1.300 hectare groot. Hier sneuvelde op 26 september 1914 de Duitse schilder August Macke. 
De gronden zelf werden toegevoegd aan de gemeente Souain en kreeg de naam Souain-Perthes-lès-Hurlus.